# Alaa El-Hamouly
 Alaa El-Hamouly  (en árabe: علاء دين حسنين الحامولي‎, El Cairo, 4 de julio de 1930-13 de enero de 1984) fue un futbolista egipcio, se desempeñaba como delantero.

## Carrera como jugador
Jugó 11 temporadas en el Zamalek Sporting Club de El Cairo. Concretamente desde la 1950-51, hasta la 1960-61. Con este equipo ganó 1 liga y 5 copas, una de ellas, la de 1958, compartida con el máximo rival de su club, el Al-Ahly. En la temporada 1956-57 fue máximo goleador de la liga egipcia, con 16 goles.

## Selección nacional
Con la selección nacional, gana las dos primeras ediciones de la Copa Africana de Naciones, la de 1957 y la de 1959. En total jugó 3 partidos entre las dos ediciones.
Con el equipo de fútbol de Egipto, disputa dos olimpiadas, la de Helsinki en 1952 y la de Roma en 1960. En la de Tokio, Egipto llega a las semifinales y su compañero Rifaat El-Fanageely es elegido mejor defensa de la competición.

### Participaciones internacionales
| Año                            | Sede                  | Resultado      |
| ------------------------------ | --------------------- | -------------- |
| Olimpiadas de Helnsiki 1952    | Finlandia             | Semifinalistas |
| Copa Africana de Naciones 1957 | Sudán                 | Campeón        |
| Copa Africana de Naciones 1959 | República Árabe Unida | Campeón        |
| Olimpiadas de Roma 1960        | Italia                | Primera fase   |

## Clubes
| Club    | País   | Año       |
| ------- | ------ | --------- |
| Zamalek | Egipto | 1950-1961 |

## Palmarés

### Copas nacionales
| Título         | Equipo  | País   | Año        |
| -------------- | ------- | ------ | ---------- |
| Copa de Egipto | Zamalek | Egipto | 1951-1952  |
| Copa de Egipto | Zamalek | Egipto | 1956-1957  |
| Copa de Egipto | Zamalek | Egipto | 1957-1958* |
| Copa de Egipto | Zamalek | Egipto | 1958-1959  |
| Copa de Egipto | Zamalek | Egipto | 1959-1960  |
| Liga egipcia   | Zamalek | Egipto | 1959-1960  |

| * Trofeo compartido con el Al-Ahly |

### Copas internacionales
| Título                    | Equipo | País                  | Año  |
| ------------------------- | ------ | --------------------- | ---- |
| Copa Africana de Naciones | Egipto | Sudán                 | 1957 |
| Copa Africana de Naciones | Egipto | República Árabe Unida | 1959 |